# Sericesthis vera
Sericesthis vera är en skalbaggsart som beskrevs av Britton 1987. Sericesthis vera ingår i släktet Sericesthis och familjen Melolonthidae. Inga underarter finns listade i Catalogue of Life.